# امبسی
امبسی (به انگلیسی: Embassy) یک برند سیگار ایجاد شده در بریتانیای کبیر است؛ که در حال حاضر توسط امپریال توباکو تولید می‌شود. مالک فعلی این برند امپریال توباکو است. این برند در سال ۱۹۱۴ پایه‌گذاری گردید.